# Leica M Monochrom

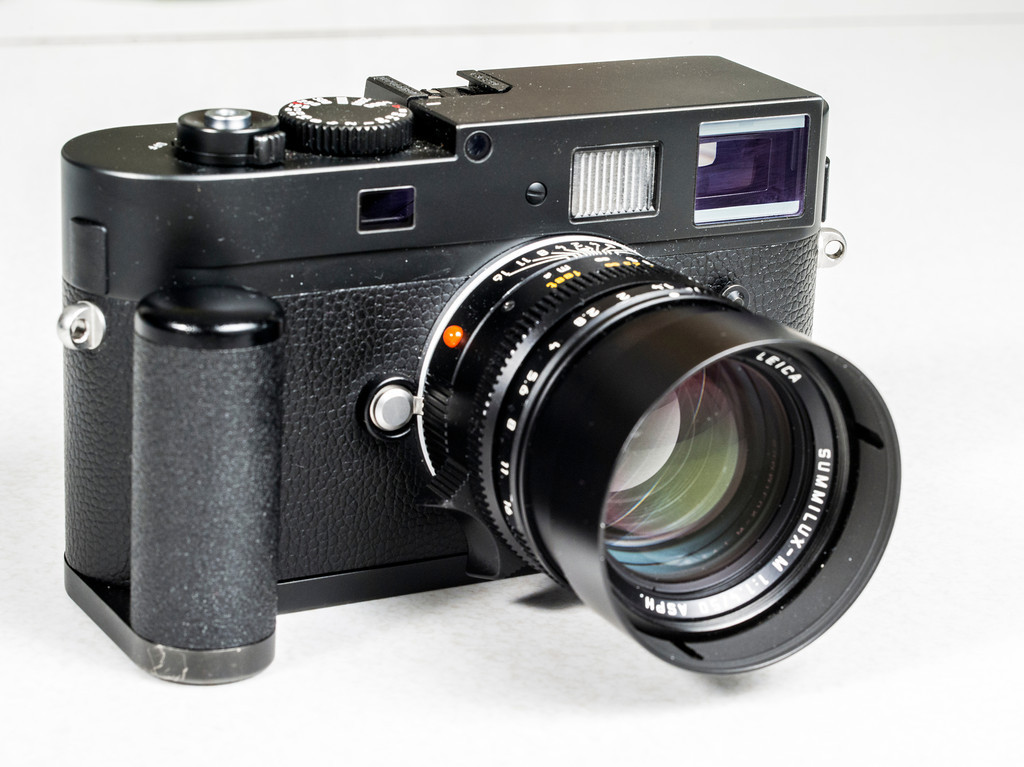
Leica M Monochrom.

La Leica M Monochrom es una cámara fotográfica digital telemétrica monocromática de la serie M del fabricante de cámaras fotográficas Leica Camera AG.
Esta cámara de distingue por no realizar fotografías en color sino en blanco y negro, siendo esta una característica inédita entre las cámaras fotográficas digitales de consumo hasta la aparición de este modelo.

## Características
El modelo M Monochrom comparte el aspecto y algunas características de otras cámaras de la serie M de Leica, y en particular con el modelo M9, sobre todo en lo referente al tamaño del sensor, que corresponde al de la película fotográfica de formato 135.
En cuanto a la monocromía de la cámara: esta característica se da por una especial construcción de su sensor y no por el procesamiento de una imagen en color (como ya hacían otras cámaras digitales anteriores a este modelo). El sensor de la Leica M Monochrom es monocromo porque únicamente registra la intensidad de la luz y prescinde de cualquier otro elemento destinado a la detección del color como filtros (en la mayoría de las cámaras fotográficas digitales) o sensores específicos para color (como en el sensor Foveon X3).
Esta especialización del sensor le permite registrar imágenes con una resolución mayor que la de un sensor en color tradicional ya que el sensor monocromo no necesita construir un mosaico de Bayer para componer colores.